# OMX Helsinki 25
L'OMX Helsinki 25 (OMXH25) est le principal indice boursier de la bourse d'Helsinki en Finlande. L'OMXH25 est, à l'instar du CAC 40, un indice de performance qui prend en compte les 25 capitalisations boursières les plus élevées.

## Composition de l'indice
Au 20 septembre 2020, il est constitué des 25 entreprises suivantes :
| Société          | Symbole boursier |
| ---------------- | ---------------- |
| Cargotec (B)     | CGCBV            |
| Elisa            | ELISA            |
| Fortum           | FORTUM           |
| Huhtamäki        | HUH1V            |
| Kemira           | KEMIRA           |
| Kesko (B)        | KESKOB           |
| Kojamo           | KOJAMO           |
| Konecranes       | KCR              |
| KONE             | KNEBV            |
| Metso Outotec    | MOCORP           |
| Metsä Board (B)  | METSB            |
| Neles            | NELES            |
| Neste Oil        | NESTE            |
| Nokia            | NOKIA            |
| Nokian Renkaat   | TYRES            |
| Nordea           | NDA FI           |
| Orion (B)        | ORNBV            |
| Outokumpu        | OUT1V            |
| Sampo (A)        | SAMPO            |
| Stora Enso (R)   | STERV            |
| Telia Company AB | TELIA1           |
| TietoEVRY        | TIETO            |
| UPM-Kymmene      | UPM              |
| Valmet           | VALMT            |
| Wärtsilä         | WRT1V            |